# استپلس (تگزاس)
استپلس، تگزاس (به انگلیسی: Staples, Texas) یک شهر در ایالات متحده آمریکا با جمعیت ۳۵۰ نفر است که در تگزاس واقع شده‌است.